# پاولا بادوسا
پاولا بادوسا (اسپانیایی: Paula Badosa‎؛ زادهٔ ۱۵ نوامبر ۱۹۹۷) تنیس‌باز زن اهل اسپانیا است.